# The Dead Daisies
The Dead Daisies est un groupe australien de hard rock, originaire de Sydney. Après de nombreux changements de line-up, le groupe est désormais composé presque exclusivement de musiciens américains bien connus du genre ; le seul membre fondateur restant est le guitariste David Lowy.

## Histoire

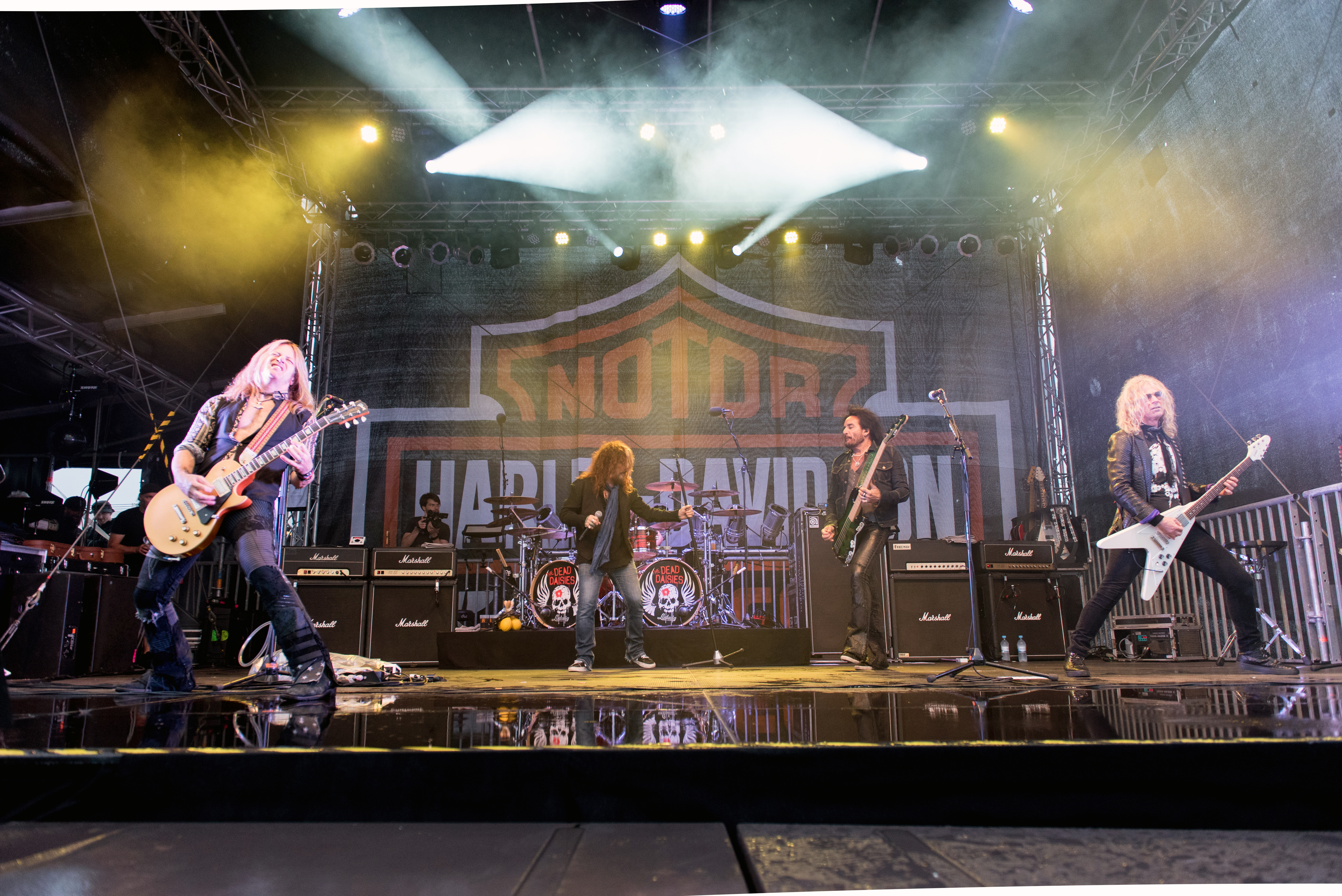
The Dead Daisies aux Harley Days 2017.

Les Dead Daisies sont formés en 2012 par Jon Stevens et David Lowy. Le chanteur et le guitariste se sont rencontrés après que l'ancien manager du groupe INXS, David Edwards, les ait présentés. Le premier album, éponyme, est enregistré en 2012 aux Wishbone Studios à Los Angeles sous la direction du producteur et ingénieur américain John Fields. Il sort le 9 août 2013 aux États-Unis et en novembre 2013 en Europe. La chanson Lock N' Load, écrite et enregistrée avec Slash, est sortie comme premier single.
Le groupe a l'opportunité de tourner en 2013 en première partie de groupes tels que ZZ Top aux États-Unis, et Aerosmith en Australie et en Nouvelle-Zélande. Ces concerts sont donnés avec la première formation complète du groupe, composée de Lowy, Stevens, du batteur Frank Ferrer, du guitariste Richard Fortus, du bassiste Marco Mendoza (Whitesnake / Thin Lizzy) et du claviériste Dizzy Reed (Guns N' Roses). À l'automne 2013, le groupe joue pour la première fois en Grande-Bretagne et en Israël. À cette époque, Frank Ferrer et Marco Mendoza avaient été remplacés par Charley Drayton et Darryl Jones.
En février 2014, Mendoza revient dans le groupe, avec John Tempesta (The Cult) reprenant également la batterie. Dans cette formation, le groupe part en tournée en Australie en tant que tête d'affiche . D'autres tournées, notamment des premières parties de Bad Company, Lynyrd Skynyrd, Jimmy Barnes, Kiss et Def Leppard, suivent avant que le groupe ne devienne le premier groupe de rock occidental à se produire dans ce pays des Caraïbes depuis que les États-Unis ont assoupli leurs relations commerciales avec Cuba en février 2015. Durant cette tournée, John Corabi rejoint le groupe en tant que chanteur parce que Stevens ne pouvait pas y assister. Brian Tichy rejoint le groupe en tant que batteur. Avec Corabi, l'enregistrement du deuxième album studio Revolución commence en février 2015, qui se déroule à Cuba avec le producteur Ben Grosse (Marilyn Manson, Sevendust). Ils sont ensuite complétés avec Craig Porteils en Australie, et l'album sort le 12 juin 2015. En Allemagne, le groupe apparait en première partie de Kiss en 2015.
Le 16 avril 2015, le groupe annonce que Corabi resterait définitivement avec le groupe en tant que chanteur, et que Stevens n'était plus membre du groupe. Le 28 janvier 2016, le départ de Richard Fortus et Dizzy Reed est annoncé. Tous deux sont membres du groupe depuis 2013. Ils sont remplacés par Doug Aldrich, qui participe immédiatement à l'enregistrement du troisième album du groupe, qui a lieu à Nashville avec le producteur Marti Frederiksen (dont Aerosmith, Gavin Rossdale, Buckcherry). L'album s'intitule Make Some Noise et sort le 5 août 2016. Immédiatement après l'enregistrement, The Dead Daisies se produisent quotidiennement à la Musikmesse Frankfurt du 7 au 10 avril. Peu de temps avant la sortie de l'album, le groupe part en tournée en Allemagne avec The New Roses et se produit également au Hessentag à Herborn, au Wacken Open Air et au Bang Your Head.
En août 2019, John Corabi et Marco Mendoza quittent le groupe pour poursuivre des projets solo. Le nouveau chanteur et bassiste est Glenn Hughes (Black Country Communion, ex-Deep Purple). En 2021, Deen Castronovo quitte le groupe et est remplacé par l'ancien batteur de Black Sabbath, Tommy Clufetos. Le 24 janvier 2022, The Dead Daisies annonce que le batteur Brian Tichy était de retour dans le groupe. Radiance, le septième album studio du groupe, sort le 30 septembre 2022. La chanson titre sort comme premier single en juin 2022, Shine On sort comme deuxième single en juillet, suivi en août. Hypnotic Yourself et Face Your Fear sortent le 9 septembre 2022.

## Discographie

### Albums studio
- 2013 : The Dead Daisies
- 2015 : Revolución
- 2016 : Make Some Noise
- 2018 : Burn It Down
- 2021 : Holy Ground
- 2022 : Radiance
- 2024 : Light'Em Up

### Compilation
- 2023 : Best of

### EP
- 2013 : Man Overboard
- 2014 : Face I Love

### Singles
- 2013 : Lock ’n’ Load
- 2013 : Washington
- 2014 : It’s Gonna Take Time
- 2014 : Face I Love
- 2014 : Angel in Your Eyes
- 2015 : Midnight Moses
- 2015 : Mexico